# Rokketanden
|  | Denne artikel er oprettet af botten PalnaBot ud fra en ekstern database. Den kan derfor have sproglige fejl eller mangler. Denne skabelon kan fjernes efter kontrol af indholdet. |

Rokketanden er en børnefilm fra 1995 instrueret af Klaus Kjeldsen.

## Handling
Far, jeg har fået min første rokketand. Den rokker, når jeg snakker. Den gad ikke at falde ud, men havnede i risengrøden. Jeg har mindst tabt fem. Pludselig falder de ud. Jeg får lommepenge og tandpenge. Man ser lidt dum ud med et kæmpehul. Alle de andre har nye fortænder. Når man taber en tand, vokser man. Ingen tænder, babytænder, rokketænder, mælketænder og gebis. Morfar kan tage sine tænder ud. Små eksperter i rokketænder udtaler sig kyndigt i dette lille filmdigt, og tændernes skiften bliver til en smuk metafor for selve livets gang. Indgår også på vhs i antologien »Så er der forfilm 2« og på dvd i antologien »Filmhits for børn 1«.